# دریک آلستون
دریک آلستون (انگلیسی: Derrick Alston؛ زادهٔ ۲۰ اوت ۱۹۷۲) بازیکن بسکتبال اهل ایالات متحده آمریکا است.
از باشگاه‌هایی که در آن بازی کرده‌است می‌توان به باشگاه بسکتبال بارسلونا، باشگاه بسکتبال والنسیا، فیلادلفیا سونتی‌سیکسرز، آتلانتا هاوکس، باشگاه بسکتبال رئال مادرید، و باشگاه ورزشی افس پیلسن اشاره کرد.